# Antiga caserna (Agullana)
Antiga caserna és una obra del municipi d'Agullana (Alt Empordà) inclosa en l'Inventari del Patrimoni Arquitectònic de Catalunya.

## Descripció
Edifici situat a la carretera de la Vajol, a prop del centre del poble. Es tracta d'un edifici de planta rectangular, de planta baixa i un pis, a la major part de la construcció, però amb planta baixa i dos pisos en un dels extrems de l'edifici. La coberta és a dues vessants. L'accés a l'edifici es fa a través d'un porxo amb coberta a dues vessants, de teules. Les obertures de les dues plantes són rectangulars i tenen una peça ceràmica banda i banda. La façana està totalment arremolinada i pintada de color blanc. L'element més destacat de l'edifici és l'escala que dona accés al primer pis. Aquesta escala es troba als dos extrems de l'edifici, i desemboca en una terrassa que serveix de distribuidor per accedir a les diferents estances de la caserna. També cal tenir en compte el gran voladís, que al centre de la construcció desapareix, i hi apareix escrit: LA CASERNA. A sobre d'aquesta inscripció hi ha una testera de tres merlets apiramidats.